# پیتر جی. لوکاس
پیتر جی. لوکاس (انگلیسی: Peter J. Lucas؛ ‏ ۲ ژوئن ۱۹۶۲) بازیگر و صداپیشه لهستانی-آمریکایی است.
از فیلم‌ها یا برنامه‌های تلویزیونی که وی در آن نقش داشته‌است، می‌توان به هتل ۵۲، بی‌واچ، بخش فوریت‌های پزشکی، مهره سوخته، نیکیتا، روز استقلال، واکر، رنجر تگزاس، جاگ، زاده برای مرگ، امپراتوری درون، جزیره و زندگی اشاره کرد.